# Distrito electoral de South Jacksonville n.º 4
South Jacksonville No. 4 (en inglés: South Jacksonville No. 4 Precinct) es un distrito electoral ubicado en el condado de Morgan en el estado estadounidense de Illinois. En el Censo de 2010 tenía una población de 775 habitantes y una densidad poblacional de 199,35 personas por km².

## Geografía
South Jacksonville n.º 4 se encuentra ubicado en las coordenadas 39°41′49″N 90°13′42″O / 39.69694, -90.22833. Según la Oficina del Censo de los Estados Unidos, South Jacksonville n.º 4 tiene una superficie total de 3.89 km², de la cual 3.89 km² corresponden a tierra firme y (0%) 0 km² es agua.

## Demografía
Según el censo de 2010, había 775 personas residiendo en South Jacksonville n.º 4. La densidad de población era de 199,35 hab./km². De los 775 habitantes, South Jacksonville n.º 4 estaba compuesto por el 95.74% blancos, el 1.81% eran afroamericanos, el 0% eran amerindios, el 0.39% eran asiáticos, el 0% eran isleños del Pacífico, el 0.52% eran de otras razas y el 1.55% pertenecían a dos o más razas. Del total de la población el 0.77% eran hispanos o latinos de cualquier raza.